# Producte exterior
En àlgebra lineal, el producte exterior és una antisimetrització (alteració) del producte tensorial. El producte exterior és una multiplicació associativa i distributiva de funcions multilineals antisimètrica que sigui anticonmutativo per a les funcions amb el nombre senar de variables i commutatiu d'una altra manera. La teoria sistemàtica comença en la construcció de la potència exterior per a un espai vectorial.

## Teoria Grassmann
La teoria algebraica es remunta a Hermann Grassmann. El seu mètode de construir les estructures algebraiques utilitzar generadors i relacions i no és manifestament independent d'una base. Grassmann va utilitzar només les àlgebres reals, és a dir les àlgebres en què els escalars són els nombres reals (ell no va fer cap distinció entre els nombres reals i les funcions a valors reals, el que no obstant això canvia la teoria algebraica dràsticament.) No obstant això, seguim aquesta actitud aquí i donem les definicions per a alguns dels seus productes:
producte (definició general):
Un producte és una funció lineal del producte tensorial d'un espai amb si mateix en un espai lineal.
'Nota:' tal producte és distributiu, (a esquerra i dreta) però pot no ser unital o associatiu.
Producte exterior (producte de la falca):
Sigui{i  i }una base d'un espai vectorial  V . Un  producte exterior , o  producte falca , de dues aquests generadors es defineix exigint les regles de còmput (relacions) següents:
- {\displaystyle E_{i}\wedge e_{j}=E_{ij}=-E_{ji}} si i només si {\displaystyle i\neq j}
- {\displaystyle E_{i}\wedge e_{i}=0}

i s'amplia aquest procés recursivament als productes d'un grau més alt via
- {\displaystyle E_{i}\wedge E_{j..K}=E_{ij..k}=-E_{ji..k}} etc.

Noti's que el producte pren valors en un nou espai  V ∧ V  (índex doble) que sigui un espai factor del producte tensorial {\displaystyle V\otimes V}. El producte és associatiu per definició i alternant, és a dir s'anul si dos índexs són iguals. Un càlcul combinatori breu demostra que s'obtenen de  n  vectors de base 2  n  productes linealment independents. Construeixen l'espai {\displaystyle V^{\wedge }} vectorial subjacent a un  àlgebra de Grassmann  (vegeu a sota). El producte exterior s'estén a l'espai sencer {\displaystyle V^{\wedge }} per bilinealitat. L'àlgebra de Grassmann és un àlgebra graduada. Definim el grau dels escalars com zero i el grau dels vectors de base com 1. El grau d'un producte diferent a zero de generadors compte el nombre de generadors. L'espai d'un àlgebra de Grassmann es pot per tant descompondre en una suma directa de subespai s homogeni s de grau definit, és a dir l'espai expandit per tots els productes que tenen exactament k generadors:
{\displaystyle V^{\wedge }=V^{\wedge 0}\oplus V^{\wedge 1}\oplus \cdots \oplus V^{\wedge n}}
on {\displaystyle V^{\wedge 0}} s'identifica amb {\displaystyle \mathbb {R} }, els nombres reals

## Teoria moderna
Com en el cas dels productes tensorials, el nombre de les variables de la falca de dues funcions és la suma dels nombres de les seves variables:
 Definició: 
{\displaystyle \omega \wedge \eta ={\frac {(k+m)!}{k!\,m!}}{\rm {Alt}}(\omega \otimes \eta )}
on k i m són els nombres de les variables per a cadascuna de les dues funcions i alternadors antisimètriques d'una funció es defineix com la mitjana signat dels valors sobre totes les permutacions de les seves variables:
{\displaystyle {\rm {Alt}}(\omega )={\frac {1}{k!}}\sum _{\sigma \in \Sigma _{k}}{\rm {sgn}}(\sigma )\,\omega [\sigma (x_{1}),...\sigma (x_{k})]}

## Producte falca d'espais, potència exterior
El producte falca de dos espais vectorials es pot identificar amb el subespai del seu producte tensorial generat pels tensors antisimètrics. (Aquesta definició, treballa només amb cossos de característica zero. En treball algebraic un pot necessitar una definició alternativa, basada en una propietat universal. Això significa prendre un quocient apropiat del producte tensorial, de la mateixa dimensió. La diferència és irrellevant per als espais vectorials reals i complexos.)
El producte falca d'un espai vectorial de  V  amb si mateix k vegades s'anomena la seva potència exterior k-èsima i és el Λ  k   V . Si dim de  V  =  n , llavors dim Λ  k   V  és ( n   k ) =  n  !/( k  ! ( n  -  k ) !).
 Exemple:   V   *  sigui l'espai dual de  V , és a dir l'espai de totes les funcions lineals de  V  a  R . la segona potència exterior Λ ²  V   *  és l'espai de tots els mapes bilineals antisimètrica de  N x V  a  R .

## Definició amb generalitat
La definició d'un operador multilineal antisimètrica és un operador m: V   n   → X tals que si hi ha una dependència lineal entre els seus arguments, el resultat és 0. Observeu que l'addició de dos operadors antisimètrica, o la multiplicació d'un per un escalar, continua sent antisimètrica - per tant els operadors multilineals antisimètrica en V   n   forma un espai vectorial. L'exemple més famós d'un operador antisimètrica és el determinant. L'espai "n-èsima falca" W, per a un mòdul V sobre un anell commutatiu  R , juntament amb l'operador falca lineal antisimètrica  w : V  n  → W és tal que per a cada operador antisimètrica n-lineal  m : V  n  → X hi ha un operador lineal únic  l : W → X tal que  m = low . La falca és única mòdul un isomorfisme únic.
Una manera de definir l'espai falca constructivament és dividint l'espai tensorial pel subespai generat per tots els tensors dels n-uplas que són linealment dependents.
La dimensió de l'espai falca k-èsim per a un mòdul lliure de dimensió  n  és ( n   k ) =  n  !/( k  ! ( n  -  k ) !). En particular, aquest significa que mòdul una constant, hi ha un únic funcional antisimètrica amb la àrides de la dimensió de l'espai. També observe que cada funcional lineal és antisimètrica. Observeu així mateix que l'operador falca commuta amb l'operador  * . És a dir podem definir una falca en funcionals tals que el resultat és un funcional multilineal antisimètrica. En general, podem definir la falca d'un funcional antisimètrica m-lineal i un funcional antisimètrica n-lineal donant un funcional antisimètrica (m+n)-lineal. Com que resulta que aquesta operació és associativa, podem també definir la potència d'un funcional lineal antisimètrica.

## Àlgebres de Grassmann
Un  àlgebra de Grassmann  abstracta (també coneguda com a  àlgebra exterior ) és un àlgebra associativa unital K generat per un conjunt S acord amb la relació χξ+ξχ = 0 per a qualsevol χ, ξ a S. Aquesta definició diu que els generadors són quantitats anticonmutativas i ha de ser modificada en cas que K tingui característica 2.
La construcció d'aquesta àlgebra és la mateixa construcció del producte falca donada amunt: prengui l'espai vectorial V que té S com a base, i la suma directa de totes les potències exteriors de V, usant el producte falca en cada part graduada. Si S és finit de cardinal n, l'àlgebra de Grassmann té com a base un producte falca per cada subconjunt de S, i cada producte compost de falques d'elements de S amb repeticions s'iguala a 0.

## Formes diferencials
En tractar amb varietats diferenciables, definim n-forma com una secció de la varietat a la potència falca n-èsima del fibrat cotangent. Aquesta forma es dirà diferenciable si, quan és aplicat a n camps vectorials diferenciables, el resultat és una funció diferenciable. El producte falca té sentit punt a punt per les formes diferencials.